# Cleveland Institute of Music
Cleveland Institute of Music er et amerikansk privatejet musikkonservatorium, der er beliggende i Cleveland, Ohio i USA.
Cleveland Institute of Music er beliggende i University Circle District of Cleveland og ledes af Paul Hogle.

## Historie
Konservatoriet blev grundlagt i 1920 af komponisten og musikeren Ernest Bloch. I dag er der ca. 1.100 personer, der søger for optagelse til 150 bachelor- og kandidatpladser hvert år.